# Old Durham
Old Durham – osada w Anglii, w hrabstwie Durham. Leży 2 km na południowy wschód od miasta Durham i 374 km na północ od Londynu.